# Paracicerina laboeica
Paracicerina laboeica är en plattmaskart som beskrevs av Meixner J 1928. Paracicerina laboeica ingår i släktet Paracicerina och familjen Cicerinidae. Inga underarter finns listade i Catalogue of Life.